# خوان کامیلو رسترپو سالازار

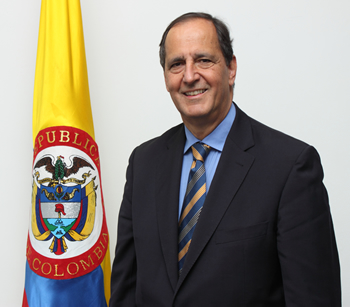

خوان کامیلو رسترپو سالازار (مدلین ،۱۷ اکتبر ۱۹۷۶) وکیل، اقتصاددان و سیاستمدار کلمبیایی است. او در رأس وزارتخانه‌های مختلف در دولت‌های مختلف و همچنین عضوی از حزب محافظه کار بود. او به مدت یک سال و نیم رئیس تیم مذاکره کننده دولت با چریک‌های ELN بود، این مذاکرات توسط رئیس‌جمهور خوان مانوئل سانتوس برای پایان دادن به درگیری مسلحانه با این گروه خرابکاران پایه‌گذاری شده بود.